# Чесоле
Чесоле (итал. Cessole) је насеље у Италији у округу Асти, региону Пијемонт.
Према процени из 2011. у насељу је живело 138 становника. Насеље се налази на надморској висини од 236 м.

## Становништво
Према резултатима пописа становништва 2011. у општини је живело 420 становника.
| 1936. | 1951. | 1961. | 1971. | 1981. | 1991. | 2001. | 2011. |
| ----- | ----- | ----- | ----- | ----- | ----- | ----- | ----- |
| 1.232 | 1.037 | 772   | 655   | 572   | 489   | 456   | 420   |